# Liste der Monuments historiques in Saint-Germain-la-Ville
Die Liste der Monuments historiques in Saint-Germain-la-Ville führt die Monuments historiques in der französischen Gemeinde Saint-Germain-la-Ville auf.

## Liste der Objekte
| Bezeichnung                | Beschreibung | Standort                        | Kennzeichnung | Schutzstatus | Datum | Bild |
| -------------------------- | --- | ------------------------------- | ------------- | ------------ | ----- | ---- |
| Orgel                      | Haupteintrag für PM51001766 | in der Kirche St-Germain (Lage) | PM51001765    | Inscrit      | 1979  |      |
| Instrumentalteil der Orgel | Positiv 1832 von Jean-Baptiste Salmon gebaut, Hauptwerk 1932 von Alexis Collet, unter Verwendung einer Windlade und von sieben Registern aus dem 18. Jahrhundert, René Cochu zugeschrieben | in der Kirche St-Germain (Lage) | PM51001766    | Inscrit      | 1979  |      |
| Zwei Seitenaltäre          | jeweils Altartisch, Retabel und Skulptur; Stein, 17. Jahrhundert | in der Kirche St-Germain (Lage) | PM51000969    | Classé       | 1911  |      |
| Weiheinschrift             | Stein, bezeichnet 1700 | in der Kirche St-Germain (Lage) | PM51000970    | Classé       | 1980  |      |
| Kruzifix                   | Holz, 18. Jahrhundert | in der Kirche St-Germain (Lage) | PM51002441    | Inscrit      | 1976  |      |
| Taufbecken                 | Stein, 17. Jahrhundert | in der Kirche St-Germain (Lage) | PM51002443    | Inscrit      | 1976  |      |
| Gemälde Mariä Verkündigung | Ölfarbe auf Leinwand, 18. Jahrhundert | in der Kirche St-Germain (Lage) | PM51002442    | Inscrit      | 1976  |      |